# James Ibori
James Onanefu Ibori, född 4 augusti 1958 i Oghara, Nigeria, var guvernör i provinsen Delta i Nigeria mellan 29 maj 1999 och 29 maj 2007.